# Cordes-Tolosannes
 Cordes-Tolosannes  es una población y comuna francesa, en la región de Mediodía-Pirineos, departamento de Tarn y Garona, en el distrito de Castelsarrasin y cantón de Saint-Nicolas-de-la-Grave.

## Demografía
| 351 | 351 | 316 | 292 | 249 | 256 |
| Para los censos de 1962 a 1999 la población legal corresponde a la población sin duplicidades (Fuente: INSEE [Consultar]) |     |     |     |     |     |